# Chondracanthus wilsoni
Chondracanthus wilsoni är en kräftdjursart som beskrevs av Ho 1971. Chondracanthus wilsoni ingår i släktet Chondracanthus och familjen Chondracanthidae. Inga underarter finns listade i Catalogue of Life.